# Jan Buczek (mikrobiolog)
Jan Buczek (ur. 17 lutego 1931 w Bychawie) – polski lekarz weterynarii, profesor doktor habilitowany nauk weterynaryjnych, mikrobiolog.

## Edukacja
- Szkoła Ogólnokształcąca w Bychawie – matura w 1951 roku,
- ukończony Wydział Weterynaryjny Wyższej Szkoły Rolniczej w Lublinie (1957),
- stopień doktora nauk weterynaryjnych otrzymał w 1964 roku,
- stopień doktora habilitowanego został nadany w 1970 roku,
- otrzymał nominację na profesora zwyczajnego w 1989 roku.

## Praca zawodowa
Pracę zawodową podjął 1956 jako zastępca asystenta, następnie pracował jako asystent od 1957 do 1959 roku. Kolejny stopień zawodowy starszego asystenta uzyskał w 1959 roku i pełnił to stanowisko do 1964 roku, od 1964 do 1971 adiunkt a następnie docent (1971-1979), profesor nadzwyczajny (1979-1989) i profesor zwyczajny (1989-2001) na Akademii Rolniczej Wydziału Weterynaryjnego.
Dyrektor Instytutu Chorób Zakaźnych i Inwazyjnych (1973-1976), prodziekan (1984–1987), dziekan (1987–1990), kierownik Katedry Mikrobiologii (1997–2021) na Wydziale Weterynaryjnym Akademii Rolniczej – obecnie Uniwersytet Przyrodniczy w Lublinie.
Od 1993 kierownik Pracowni Mikrobiologii, a następnie Zakładu Mikrobiologii Instytutu Biologii na Uniwersytecie Warszawskim, filii w Białymstoku obecnie Uniwersytet w Białymstoku.
Główne osiągnięcia naukowe: diagnostyka, immunoprofilaktyka chorób wirusowych zwierząt domowych. Współautor szczepionek: Clopervac, Pervac, Closeptivac, Dipervac oraz autoszczepionek Perseptivac i Pacnonac.

## Dorobek naukowy
Autor ponad 140 prac naukowych, w tym jednego podręcznika, współautor 5 podręczników. Promotor 14 przewodów doktorskich, opiekun 2 przewodów habilitacyjnych i promotor 35 prac magisterskich. Recenzent programów badawczych, prac doktorskich, prac habilitacyjnych oraz dorobku naukowego do tytułu profesora.
Stypendysta rządu włoskiego na uniwersytetach w Bolonii, visiting professor na uniwersytetach we Włoszech, Francji, Szwecji, Finlandii, Czechosłowacji, na Węgrzech, Litwie, w Belgii, Kanadzie.

## Odznaczenia i wyróżnienia
Złoty Krzyż Zasługi (1977) Krzyż Kawalerski Orderu Odrodzenia Polski (1981) Medalem Komisji Edukacji Narodowej (1983), a także wyróżniony odznaczeniem Uczelni Akademii Rolniczej w Lublinie, Uniwersytetu w Białymstoku, Uniwersytetu Weterynaryjnego w Koszycach (Słowacja) i towarzystw naukowych PTNW, PTM.